# Philip Khuri Hitti
Philip Khuri Hitti (in arabo فيليب خوري حتي‎?; Shimlan, 22 giugno 1886 – Princeton, 24 dicembre 1978) è stato un orientalista libanese naturalizzato statunitense e uno storico del mondo arabo-islamico.
Nato a Shimlan, nella Siria ottomana (oggi Libano), il cristiano maronita Hitti fu un islamista e un arabista ed ebbe il merito di introdurre nel sistema di studio statunitense gli studi arabistici.

## Biografia
Hitti ricevette la sua istruzione nella scuola della missione presbiteriana statunitense di Suq al-Gharb e nella American University di Beirut. Dopo essersi laureato nel 1908, insegnò nella stessa American University di Beirut prima di trasferirsi nella Columbia University, dove insegnò "Lingue semitiche" e ottenne il suo PhD nel 1915. Dopo la prima guerra mondiale tornò nell'American University di Beirut, insegnandovi fino al 1926. Nel febbraio di quell'anno gli fu offerta una cattedra nella Princeton University, che egli in effetti ricoprì fino al suo pensionamento nel 1954.
Fu professore di "Letterature semitiche" e Direttore del Dipartimento di Lingue Orientali. Dopo il suo ritiro dall'università, accettò di proseguire l'insegnamento ad Harvard. Insegnò anche in varie summer schools organizzate dalla University of Utah e dalla George Washington University a Washington, D.C. Ricoprì quindi delle funzioni di ricercatore nella University of Minnesota. Philip Hitti ebbe un ruolo fondamentale per consolidare gli studi arabistici negli Stati Uniti d'America.
Nel 1944, di fronte a una Commissione statunitense, Hitti testimoniò in favore dell'opinione che non vi erano giustificazioni storiche per una patria ebraica in Palestina. La sua testimonianza fu stampata nel Princeton Herald. In risposta, Albert Einstein e il suo amico e collega Erich Kähler replicarono congiuntamente sullo stesso giornale con le loro contro-argomentazioni. Hitti allora pubblicò una risposta ed Einstein e Kahler conclusero il dibattito sul Princeton Herald con la loro seconda replica. Nel 1945 Hitti operò come consulente della delegazione irachena alla Conferenza di San Francisco che portò all'istituzione delle Nazioni Unite.
Nel 1946, fu il primo testimone arabo americano all'Anglo-American Committee of Inquiry sulla Palestina.
Hitti era lontano parente di Christa McAuliffe, un'addestratrice-astronauta che morì nel Disastro dello Space Shuttle Challenger il 28 gennaio 1986. La madre di McAuliffe era infatti nipote di Hitti.

## Opere
- The Syrians in America, (1924)
- The origins of the Druze people and religion: with extracts from their sacred writings, (1928)
- An Arab-Syrian Gentlemen in the Period of the Crusades: Memoirs of Usamah ibn-Munqidh (1929)
- History of the Arabs, (1937)
- The Arabs: a short history, (1943)
- History of Syria: including Lebanon and Palestine, (1957)
- Syria: A Short History (1959)
- The Near East in History, (1961)
- Islam and the West, (1962)
- Lebanon in History, (1967)
- Makers of Arab History, (1968)
- Islam: A Way of Life, (1970)
- Capital cities of Arab Islam, (1973)